# Elard von Oldenburg-Januschau

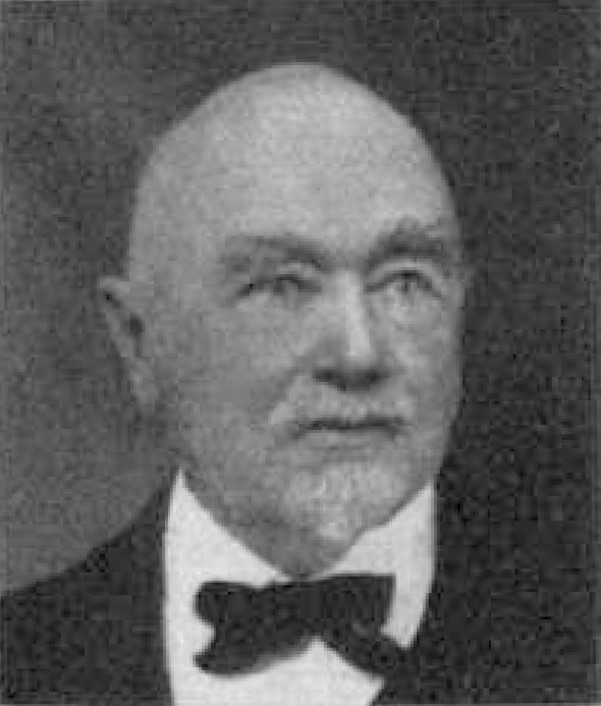
Elard von Oldenburg-Januschau

Elard Kurt Maria Fürchtegott von Oldenburg-Januschau (* 20. März 1855 in Beisleiden, Kreis Preußisch Eylau; † 16. August 1937 in Marienwerder) war ein deutscher Großagrarier, Lobbyist und Reichstagsabgeordneter. Er gilt in der historischen Forschung als eines der einflussreichsten Mitglieder der Kamarilla um den Reichspräsidenten Paul von Hindenburg, also jenes Kreises, der die Politik des deutschen Reiches in der Spätphase der Weimarer Republik maßgeblich bestimmte, und als eine Schlüsselfigur bei den Entwicklungen, die schließlich zur Ernennung Hitlers zum Reichskanzler führten.

## Jugend, Familie, Gutsbesitz
Elard von Oldenburg, unter Hinzufügung des Besitznamens zunächst Elard von Oldenburg-Beisleiden, dann Elard von Oldenburg-Januschau genannt, wurde als Sohn einer ostelbischen Rittergutsbesitzerfamilie geboren, die seit dem 18. Jahrhundert in Ostpreußen ansässig war. Die Familie von Oldenburg entstammte dem bremischen Uradel und wurde erstmals 1247 urkundlich erwähnt. Der Urgroßvater war als junger Mann in den Dienst Friedrichs des Großen getreten und schließlich zu dessen Flügeladjutanten aufgestiegen. Nach dem Siebenjährigen Krieg nahm er seinen Abschied und heiratete die Adelige Dorothea von der Trenck.

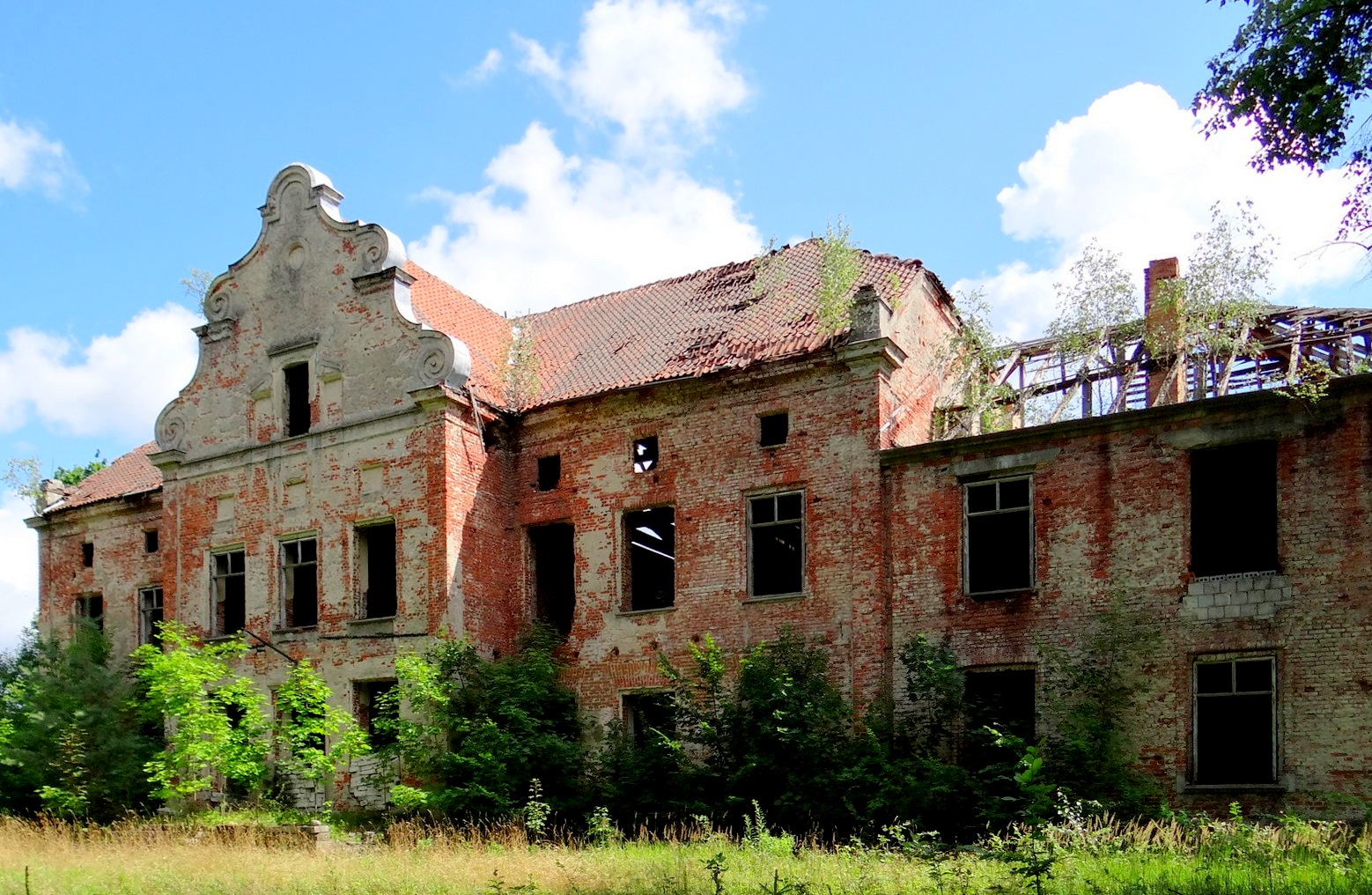
Heutige Ruine des Gutshauses Januschau

Nach der Eheschließung war der Vorfahr nach Ostpreußen ausgewandert und hatte dort 1801 das Gut Beisleiden erworben. Oldenburg-Januschaus Vater Botho von Oldenburg (1814–1888) übernahm das Gut 1843 zur Bewirtschaftung. In erster Ehe war der Vater mit der Freiin Brunsig von Brun (1818–1845) verheiratet, mit der er drei Töchter und einen Sohn hatte, der früh starb. Aus seiner zweiten Ehe mit Maria von Arnim (1829–1868) entstammte der Sohn Elard. Er war der vierte Sohn aus dieser Verbindung. Die beiden ältesten Söhne starben schon als Kinder, während Elard und sein älterer Bruder im Elternhaus aufwuchsen. Im Jahre 1862 kaufte Elards Vater das östlich von Rosenberg gelegene heruntergewirtschaftete Gut Januschau im Kreis Rosenberg in Westpreußen (heute Gmina Susz) mitsamt dem spätklassizistischen Gutshaus aus dem 18. Jahrhundert, um seinem jüngsten Sohn einen landwirtschaftlichen Besitz hinterlassen zu können. Das Dorf Januszewo oder Januschau wurde 1312 erstmals erwähnt und erhielt 1362 die Handfeste. Nach dem Tod seiner zweiten Frau heiratete sein Vater 1869 die Gräfin Malwine Klara Marie von Eulenburg (1847–1917).
Der junge Oldenburg-Januschau besuchte die Schule in Königsberg, Halle und das Fürstlich-Stolberg'sche Gymnasium Wernigerode. Auch besuchte er von 1871 bis 1873, ohne Abschluss des Abiturs, die Ritterakademie zu Brandenburg. Dann wurde er Soldat Nach bestandenem Fähnrichsexamen trat er in das traditionsreiche 2. Garde-Ulanen-Regiment in Berlin ein, wo er 1875 zum Leutnant befördert wurde. Während der acht Jahre seines aktiven Militärdienstes lernte Januschau Kaiser Wilhelm I., Otto von Bismarck, Helmuth von Moltke und den Kriegsminister Albrecht von Roon persönlich kennen. Obwohl vom soldatischen Leben sehr angetan, nahm er 1883, zu diesem Zeitpunkt im Rang eines Seconde-Leutnants, nach dem frühen Tod seines älteren Bruders Boto (1852–1882) seinen Abschied, um sich der Verwaltung und Bewirtschaftung des Familienguts widmen zu können. Nach dem Tod des Vaters übernahm er im Jahre 1885 ebenso das Gut Beisleiden. Beisleiden war Fideikommiss und etwa 2044 ha groß. Sein Januschau mit Vorwerk Wilhelmswalde beinhaltete 1200 ha, davon 336 ha Wald. In Berlinnähe erwarb er später noch das Rittergut Lichterfelde, Kreis Ober-Barnim, Umfang 680 ha.
1884 heiratete Elard von Oldenburg-Januschau Agnes Gräfin von Kanitz. Aus der Ehe, die bis zu seinem Tod Bestand hatte, gingen drei Töchter hervor, die Elard ihrerseits achtzehn Enkel gebaren. Durch seine Heirat knüpfte er familiäre Bande zu einer der politisch einflussreichsten Familien des Kaiserreiches. Sein Schwager, der Landrat Hans von Kanitz – einer der bedeutendsten Parlamentarier seiner Zeit –, führte Januschau in die Politik ein und betrieb seine Aufnahme in den Kreis der konservativen Reichstagsabgeordneten. Elards Schwippschwager war der General Heinrich Graf von Lehndorff-Steinort, der Generaladjutant Wilhelms des I.
Im Jahre 1888 wurde er Ehrenritter des Johanniterordens, 1894 Rechtsritter und später Konventsmitglied der Preußischen Genossenschaft der Kongregation und deren stellvertretender Kommendator.

## Politisches Wirken im Kaiserreich
Oldenburg-Januschau war einer der Führer der Deutschkonservativen. Der (von seinen Standesgenossen „Januschauer“ genannte) Politiker galt sowohl im Kaiserreich als auch in der Weimarer Republik als der Prototyp des urkonservativen, militaristischen, antidemokratischen und antiparlamentarischen ostelbischen Junkers.
Als einer der führenden Landwirte Westpreußens leitete v. Oldenburg-Januschau über zwei Jahrzehnte sowohl den Provinzialverband des „Bundes der Landwirte“ als auch die Westpreußische Landwirtschaftskammer. Seine Karriere führte ihn über den Kreistag, den Provinziallandtag und den Provinzialausschuss ins Preußische Abgeordnetenhaus (1901 bis 1910) sowie schließlich in den Reichstag, dem er von 1902 bis 1912 (für die Konservative Partei und den Reichstagswahlkreis Regierungsbezirk Danzig 1) und 1930 bis 1932 (für die DNVP gewählt im nunmehrigen Wahlkreis 1 Ostpreußen) als Mitglied angehörte. Er war wegen seiner radikal antiparlamentarischen und antidemokratischen Auffassungen bei seinen Mitparlamentariern und in der Öffentlichkeit berüchtigt. In den Gremien trat er mit seiner unkonventionellen, derben und humorvollen Art insbesondere für die Interessen der Landwirtschaft, des Militärs und des Hauses Hohenzollern ein. Insbesondere fiel er wegen der markigen Wortwahl, mit der er diese Ansichten kundtat, auf. Sein Lieblingsfeind im Parlament war August Bebel, der Parteivorsitzende der Sozialdemokraten. Mit Bebel lieferte er sich u. a. eine heftige verbale Auseinandersetzung über Sinn bzw. Unsinn des Stechschrittes der preußischen Soldaten, den Bebel als entmenschlicht kritisiert hatte. Während der Daily-Telegraph-Affäre stellte er sich als einziger Abgeordneter schützend vor den Kaiser und titulierte die Sozialdemokraten, die seine Rede störten, als „Schweinebande“. In weiteren aufsehenerregenden Ansprachen inner- und außerhalb des Parlaments äußerte Oldenburg-Januschau unter anderem, dass er den Deutschen gern „eine Verfassung einbrennen“ wolle, dass ihnen „Hören und Sehen vergehen“ würden.
 Am 29. Januar 1910 sorgte er während der Reichstagsdebatte über den Militäretat reichsweit für großes Aufsehen, als er im Plenum des Reichstages in seiner Rede erklärte: „Der König von Preußen und der Deutsche Kaiser muß jeden Moment imstande sein, zu einem Leutnant zu sagen: Nehmen Sie zehn Mann und schließen Sie den Reichstag!“ Bei seinen konservativen Fraktionskollegen erregte er mit dieser provokativen Aufforderung zum direkten Verfassungsbruch lebhaften Zuspruch, bei den übrigen Parlamentariern hingegen – insbesondere bei den Sozialdemokraten – rief er energischen Protest hervor. Die Rede zog tumultartige Szenen im Parlament nach sich, sodass Oldenburg-Januschau sich genötigt sah, tagelang nicht im Reichstag zu erscheinen und sich vor der empörten Öffentlichkeit eine Zeitlang im Offizierskasino einer Kaserne zu verbergen (der „Volkszorn“ gegen Oldenburg-Januschau ging so weit, dass ein Mann, der fälschlicherweise für ihn gehalten wurde, vor dem Portal des Reichstages von einer aufgebrachten Menschenmenge attackiert wurde). In einigen Städten kam es sogar zu öffentlichen Protestversammlungen gegen Oldenburg-Januschau. Am 27. November 1910 legte er in diesem Zusammenhang sein Mandat in der preußischen Abgeordnetenkammer in Berlin nieder.
Neben seiner Tätigkeit als Reichstagsabgeordneter war Oldenburg-Januschau auch als Präsident der Westpreußischen Landwirtschaftskammer tätig. Die Bekanntschaft mit dem damals pensionierten General von Hindenburg ergab sich aufgrund der beiderseitigen Zugehörigkeit zum „Herrenklub“ der ostelbischen Gutsbesitzer. Die beiden pflegten bereits vor dem Ersten Weltkrieg freundschaftlichen Umgang miteinander.

## Mitglied der „Kamarilla“
Nach dem Ersten Weltkrieg, in dem Januschau trotz seines fortgeschrittenen Alters Kommandeur eines Infanterieregiments wurde – eine Position, die er bis 1917 ausübte –, blieb sein Einfluss in Politik und Agrarwirtschaft ungebrochen.
In den 1920er-Jahren spielte Januschau erneut eine prominente Rolle auf der öffentlichen Bühne. In seinen Memoiren gibt Januschau unumwunden zu, 1919/1920 an Staatsstreichplänen beteiligt gewesen zu sein. Noch Anfang 1920 habe er seinen Freund Wolfgang Kapp, der im März 1920 in Berlin gemeinsam mit dem General von Lüttwitz in Berlin einen Putschversuch unternahm, davon abzuhalten versucht, die Hauptstadt als Ausgangspunkt eines Staatsstreichversuches zu wählen, als dieser ihn gesprächsweise in seine Pläne einweihte. Stattdessen habe er ihn gedrängt, als wesentlich vielversprechendere Ausgangsbasis Ostpreußen zu wählen und den geplanten Schlag von dort aus zu führen.
Nachdem sein persönlicher Freund und Standesgenosse Paul von Hindenburg bei der Reichspräsidentenwahl 1925 ins höchste Staatsamt gewählt worden war, begann Januschau im Rahmen seiner engen Beziehung zum Staatsoberhaupt, aus dem Hintergrund heraus erneut Einfluss auf die deutsche Politik auszuüben. Heute wird er in der Forschung zu jenem einflussreichen – in der Literatur meist als „Kamarilla“ bezeichneten – Kreis von „Schattenmännern“ um Hindenburg gerechnet, der die politischen Entscheidungen des Reichspräsidenten maßgeblich beeinflusste und mitunter sogar steuerte.
In seinen „Erinnerungen“, die weite öffentliche Verbreitung fanden, räumt Januschau ein, dass seine „Versuche der Einflussnahme“ auf den Reichspräsidenten „auf eine Beseitigung des Parlamentarismus und Herstellung einer Diktatur“ abzielten. Infolgedessen befürwortete er energisch das System der Präsidialkabinette sowie Papens „Preußenschlag“ (staatsrechtlich fragwürdige Absetzung der geschäftsführenden Landesregierung von Preußen) vom 20. Juli 1932.

### Verstrickung in den Osthilfeskandal
Zwanzig Kilometer von Januschau lag das alte Hindenburgische Stammgut Neudeck, das dem Bruder des Feldmarschalls und Reichspräsidenten gehört hatte. Es war in der Wirtschaftskrise der 1920er-Jahre nicht zu halten gewesen, musste von der Familie aufgegeben werden und befand sich infolgedessen im Besitz einer Bank. In den späten 1920er-Jahren – nachdem Paul von Hindenburg 1925 zum Reichspräsidenten gewählt worden war – bemühte sich Oldenburg-Januschau um den Rückkauf des Hindenburg'schen Gutes, um es dem Freund und Vertrauten zurückschenken zu können. Er wandte sich dazu zunächst an Vertreter der Großlandwirtschaft, dann auch an solche der Schwerindustrie, die schließlich die Mittel für einen Rückkauf des Gutes und sogar noch für einen Neubau des Gutshauses und zur Renovierung der dazugehörigen Gebäude spendeten. Das Gut wurde Hindenburg 1927 anlässlich seines 80. Geburtstages zum Geschenk gemacht. Die Schenkungsurkunde wurde ihm auf dem Gut Januschau überreicht. Die Besitzurkunde wurde jedoch auf seinen Sohn Oskar von Hindenburg ausgestellt, um so die Erbschaftsteuer zu umgehen. Dieser Steuertrick war zwar vollkommen legal, war aber, da er mit Wissen und Billigung und zum Profit des Reichspräsidenten – also des Oberhauptes und obersten Repräsentanten des Staates, der naturgemäß eine Vorbildfunktion erfüllen sollte – und seiner Familie vollzogen wurde, moralisch im höchsten Maße anrüchig. Als im Rahmen der Weltwirtschaftskrise viele der ostelbischen Großgrundbesitze existentiell bedroht waren, kam Hindenburg seinen Standesgenossen zur Hilfe, indem er ihnen großzügige staatliche Zuschüsse zur Sanierung ihrer Güter zukommen ließ. In diesem Zusammenhang traten jedoch Unregelmäßigkeiten (übergebührlich hohe Zahlungen an einzelne Junkerfamilien, Bezuschussung von Verwandten des Reichspräsidenten, zweckfremder Einsatz der staatlichen Mittel für rein private Zwecke u. ä.), die 1932 in den Fokus der Presse und der Öffentlichkeit zu gelangen begannen. Die Folge war der sogenannte Osthilfeskandal zu dem sich die Angelegenheit im Herbst 1932 durch immer weiter gehende Enthüllungen der Presse auszuweiten begann. Man nimmt heute an, dass die Nationalsozialistische Deutsche Arbeiterpartei bzw. der parteiinterne Geheimdienst verschiedene belastende Tatsachen, die ihm bekannt geworden waren, absichtsvoll der Presse zutrug, um so durch immer neue bedrohliche Enthüllungen in der Öffentlichkeit, den Druck auf den – eine Ernennung Hitlers zum Reichskanzler zu dieser Zeit kategorisch ablehnenden – Hindenburg zu erhöhen, indem man zunächst seine persönlichen Freunde und Standesgenossen ins Fadenkreuz öffentlicher Kritik und Verärgerung rückte, gleichzeitig aber dem Umfeld des Reichspräsidenten zu verstehen gab, dass eine Regierung Hitler die Erhebung neuer Vorwürfe verhindern und die bestehenden Angriffe unterbinden würde. Besonders unangenehm wurde die Lage für die Familie, als in der Presse erste Indizien bezüglich der zweifelhaften Praktiken ruchbar wurden, die bei der Schenkung des Gutes Neudeck an den Reichspräsidenten angewandt worden waren (insbesondere die zweifelhafte Umgehung der Erbschaftsteuer). Joseph Ersing (Zentrum) und Kurt Heinig (SPD), die Berichterstatter des parlamentarischen Untersuchungsausschusses brachten hervor, dass der Hindenburg-Freund ein unstatthaftes Entschuldungsdarlehen von 621.000 Reichsmark erhalten hatte. Der Ministerialdirektor Ernst Reichard vom Reichskommissariat für die Osthilfe musste am 20. Januar gegenüber dem Ausschuss den Fall Oldenburg-Januschau bestätigen. Der Reichslandbund wurde infolgedessen beim Reichspräsidenten vorstellig mit der Forderung, Reichskanzler von Schleicher zu entlassen.
Oldenburg-Januschau besuchte Hindenburg in der letzten Woche des Januar 1933 auf Gut Neudeck. Die dabei erfolgende Aussprache trug nach Aussage des damaligen Staatssekretärs des Reichspräsidenten Otto Meissner bei den Nürnberger Kriegsverbrecherprozessen viel zu Hindenburgs Entscheidung bei, Hitler zum Reichskanzler zu ernennen.
Spätere Vertreter der These, dass Oldenburg-Januschau in erheblicher Weise Mitverantwortung für die Zerstörung der Weimarer Republik und ihre Beerbung durch die Nationalsozialisten trägt, waren unter anderem der ehemalige stellvertretende Berliner Bürgermeister Ferdinand Friedensburg, der in den frühen 1920er Jahren als Verwaltungsbeamter mit Oldenburg-Januschau zu tun hatte, der Publizist Bernt Engelmann („Einig gegen Recht und Freiheit“) und Historiker wie Ian Kershaw oder Hans Mommsen.

## Letzte Jahre und Nachwirken
Nach dem sogenannten „Röhm-Putsch“ am 30. Juni 1934 intervenierte Januschau bei Hindenburg zugunsten des von den Nazis inhaftierten ehemaligen Stahlhelmführers Theodor Duesterberg, dessen Freilassung er so erreichen konnte. (Hindenburg, der von dieser Maßnahme nichts erfahren hatte, war darüber sehr erbost.) Der letzte öffentliche Auftritt Oldenburg-Januschaus war die Teilnahme am Begräbnis seines Freundes Paul von Beneckendorff und von Hindenburg 1934 im Tannenberg-Denkmal, zu der er in der Uniform der Garde-Ulanen erschien. Zu dieser Zeit schrieb er auch seine Memoiren nieder. Im Sommer 1937 verstarb Oldenburg-Januschau im Alter von 82 Jahren. Drei Jahre später, im August 1940, starb seine Witwe.
Nach dem Tode des Großvaters übernahm sein Enkelsohn Heinfried Graf von Lehndorff (1908–1945) das Gut Januschau und verwaltete es bis 1945. Das Gut war zuletzt 2.826 ha groß. 1945 wurde das Gutshaus Januschau Sitz der sowjetischen Kommandantur für die Region. Nach dem Abzug der Roten Armee und massiven Plünderungen verfiel das Gutshaus im Laufe der Jahre immer mehr, bis nur noch eine Ruine übrig war. Seit 2001 befindet sich das Gut im Besitz der polnischen Familie Zdun, die den Plan verfolgt, die Überreste des Gutshauses in ein Hotel umzuwandeln.

## Bewertung durch Zeitgenossen und Nachwelt
Elard von Oldenburg-Januschau war während der gesamten Dauer seines öffentlichen Wirkens eine äußerst umstrittene Figur. Der politischen Linken galt er über Jahrzehnte hinweg als Prototyp des ostelbischen Junkers und als Musterbeispiel eines bornierten Reaktionärs. Auf Seiten der Rechten erfreute Oldenburg-Januschau sich demgegenüber ausgesprochener Beliebtheit.
Weithin berüchtigt waren derbe Aussprüche mit denen „der alte Januschauer“ das politische Geschehen kommentierte. Sozialdemokraten und Liberale, aber auch einige gemäßigte Konservative, sahen Bemerkungen wie die, dass es ihn, Januschau, mehr interessiere „wieviele Ferkel eine Sau in [Gut] Januschau bekommt, als die geistreichste Rede des Abgeordneten Richter“, als Ausdruck einer groben und ungehobelten Geistesart. Andere, wie der konservative Reichskanzler Franz von Papen, wiegelten solche Vorwürfe als unzutreffend ab. So nahm Papen Oldenburg-Januschau später in seinen Memoiren mit der Erklärung in Schutz: „Oldenburg-Januschau war trotz seiner äußerlich oft verletzenden Art im Kern ein herzensguter Mensch. Seine Arbeiter vergötterten ihn, weil er väterlich für sie sorgte und an all ihren Nöten Anteil nahm.“ Der nationalsozialistische Propagandaminister Joseph Goebbels vertraute seinem Tagebuch in der Spätphase der Weimarer Republik an, dass er in Oldenburg-Januschau einen „Kerl von echtem Schrot und Korn“ erblicke, den „wir [Nationalsozialisten] immer gut gebrauchen“ könnten. Während der Rest der DNVP „Kalk“ sei, so Goebbels, sei Oldenburg-Januschau zwar „auch reaktionär, aber erträglich“ und dabei als einziger in der DNVP „ein Kerl und Mann“. Besonders den Einfluss Oldenburg-Januschaus auf Hindenburg sah Goebbels als einen politischen Faktor an, den man nicht ungenutzt lassen dürfe, so schrieb er am 28. Januar 1933 in der entscheidenden Phase des Machtkampfes, der mit der Ernennung Hitlers zum Reichskanzler endete: „Hitler muss ran, aber wie? Der Alte [Hindenburg] will nicht. Also bohren. Ich muss den Januschauer bearbeiten.“
Von Papen insistierte später in seinen Memoiren, dass Hindenburgs Verstimmung gegenüber Brüning im Sommer 1932, die zu der Entlassung des Kanzlers führte, nicht den Einflüsterungen Oldenburg-Januschaus zuzuschreiben sei, sondern ihren Ursprung in einer persönlichen Verstimmung des Reichspräsidenten gehabt habe. „Er ist von dem Verdacht freizusprechen, Brünings Stellung 1932 einsturzreif geschossen zu haben.“
Von Zeitgenossen wurde ihm zugeschrieben, das Zitat „Vox populi, vox Rindvieh!“ geprägt zu haben, welches später durch Franz Josef Strauß bekannt wurde. Oldenburg-Januschau selbst hat jedoch darauf hingewiesen, dass das Zitat „Vox populi, vox bovi!“ von General Friedrich von Wrangel aus der Revolutionszeit von 1848 stammt.
Die Zentrumszeitung Germania schrieb 1910: „Herr von Oldenburg ist ein Draufgänger, der die Verwendung möglichst kräftiger und drastischer Redewendungen als Sport betreibt. Es kommt ihm augenscheinlich mehr darauf an, seine Gegner durch seine Worte zu ärgern und zu verblüffen, als seine innere Herzensmeinung mit wohlüberlegter Absicht zu offenbaren.“

## Schriften
- Erinnerungen, Koehler & Amelang, Leipzig 1936.